# Vechelde
Vechelde település Németországban, azon belül Alsó-Szászország tartományban. Lakosainak száma 18 496 fő (2023. december 31.). Vechelde Peine, Braunschweig, Salzgitter, Lengede, Wendeburg és Ilsede községekkel határos.

## Népesség
A település népességének változása:
| Lakosok száma | 16 094 | 16 925 | 17 071 | 17 247 | 18 158 | 18 419 | 18 496 |
|               | 2010   | 2016   | 2017   | 2019   | 2021   | 2022   | 2023   |